# 红花高盆樱桃
红花高盆樱桃（学名：Cerasus cerasoides var. rubea）为蔷薇科樱属下的一个变种。

## 扩展阅读
- 維基物種上的相關：红花高盆樱桃